# Vladislav (nádraží)
Vladislav je železniční stanice na železniční trati Brno–Jihlava v km 44. Společně s přilehlým rodinným domem č. p. 217 se nachází asi kilometr západně od Vladislavi i zastávky Vladislav. S obcí Vladislav je spojena silnicí č. I/23.

## Historie
Stanice byla zbudována roku 1886 jako vodárenská stanice. V původních plánech z roku 1885 se s vladislavskou stanicí počítalo v místně dnešní zastávky, tj. v obci. Její předpokládaný rozsah byl ovšem omezený. Asi aby se stanice mohla v budoucnu případně rozšiřovat, bylo zvoleno současné umístění stanice v nivě řeky Jihlavy. Dle filmu Anthropoid z roku 2016 měl za druhé světové války být na zahradě stanice vysázen záhon růží v podobě české vlajky.

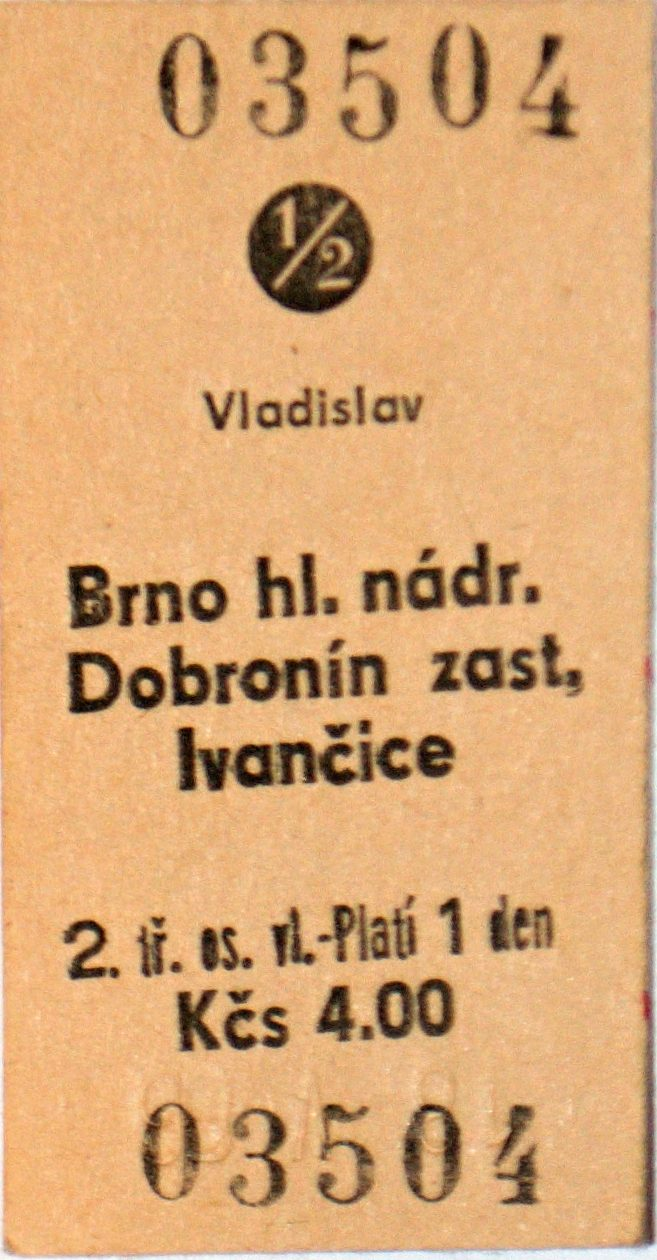
Lepenková jízdenka č. 03504 z Vladislavi - poloviční jízdné - vydaná 18. V. 1986

### Vznik zastávky (1. 6. 1996)
Zastavování vlaků osobní dopravy pro nástup a výstup cestujících bylo od 1. června 1996 přeloženo do nově zbudované zastávky Vladislav zastávka přímo v obci. Od té doby vlaky stanicí jen projíždějí, případně zde křižují.[zdroj?]
Paradoxně krátce po zrušení zastavování vlaků v této stanici došlo k rekonstrukci silnice mezi nádražím a obcí Vladislav, kdy byl vybudován samostatný chodník mezi silnicí a řekou Jihlavou. Po dlouhá léta zastavování osobních vlaků v této stanici tedy cestující chodili po okraji silnice 1. třídy č. I/23.[zdroj?]

### Rekonstrukce stanice v roce 2005
V červnu roku 2005 došlo k rekonstrukci kolejiště stanice, byl upraven svršek u kolejí č. 1 a 2, nástupištní hrany (v tu dobu již 9 let nepoužívané) byly odstraněny a nahrazeny jen krátkými a velmi nízkými sypanými nástupišti. Dopravní kolej č. 3 (nejvzdálenější od budovy) byla tehdy bez náhrady zrušena, od té doby jsou ve stanici pouze 2 dopravní koleje (plus jedna manipulační).[zdroj?]
Brzy po zrušení zastavování vlaků v této stanici došlo k omezení služby dopravních zaměstnanců ve stanici. Vjezdová návěstidla a odjezdová návěstidla u koleje č. 1 byla opatřena přídavným světlem pro signalizaci dopravní výluky. Svítil-li na tomto přídavném světle bílý kříž, znamená to, že ve stanici je právě výluka služby dopravních zaměstnanců (VSDZ, později nazývána výluka dopravní služby - VDS). Světla na návěstidle byla v tu dobu zhaslá. Byla-li ve stanici přítomen výpravčí, návěstidla normálně fungují a přídavné světlo bylo zhaslé.[zdroj?]
Dlouholetým stavem bylo konání dopravní služby pouze v pracovní dny, a to na pouze denní směnu, konanou od 7:57 do 19:57 h.

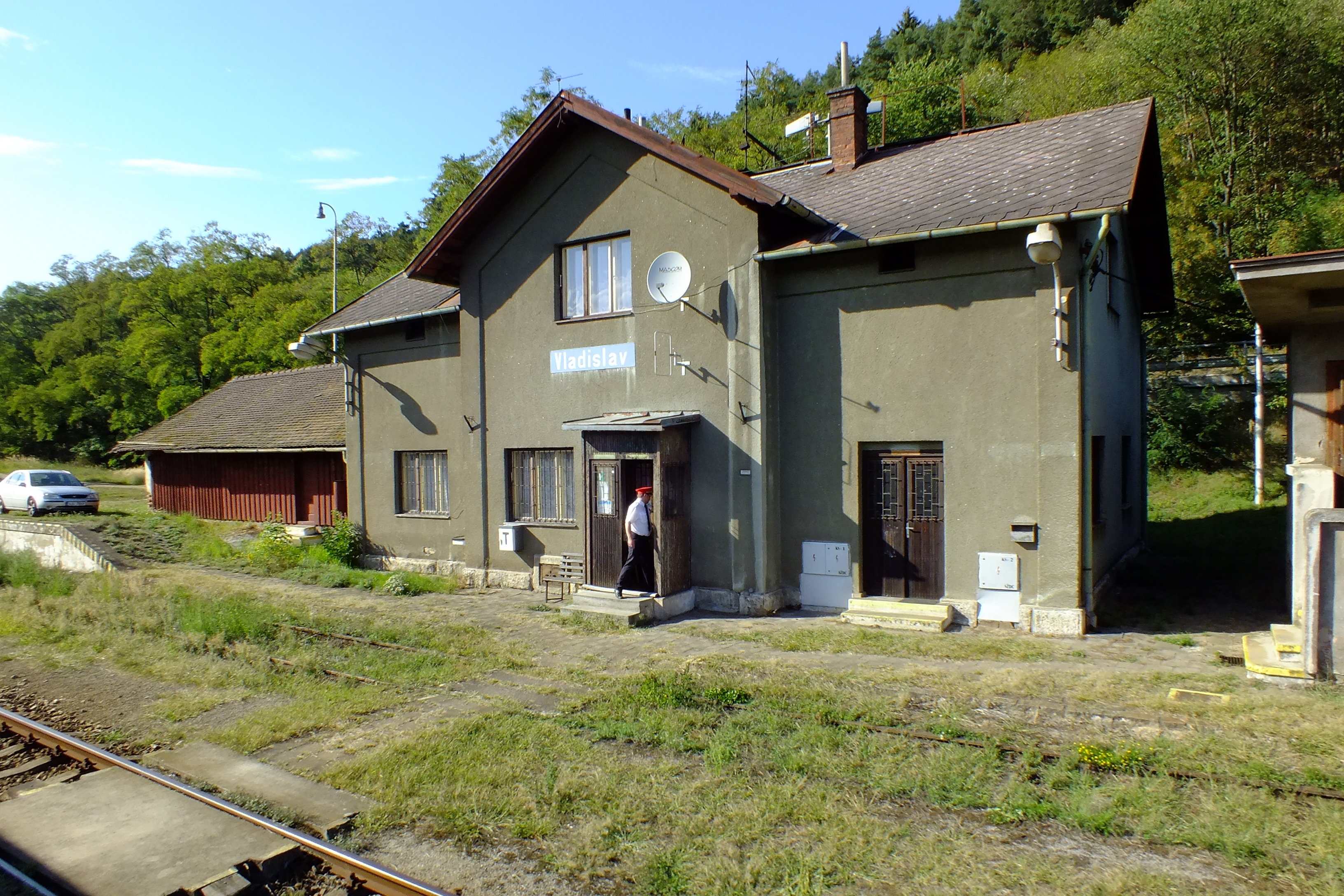
Výpravní budova v roce 2015

### Rekonstrukce stanice v roce 2016
V roce 2016 došlo k tzv. revitalizaci tratě mezi Třebíčí (včetně) a Náměští nad Oslavou (mimo). V rámci této stavební akce, došlo k modernizaci žst. Vladislav. Rychlost pro průjezd stanicí byla zvýšena z 60 km/h na 95 - 100 km/h. Manipulační kolej se nově stala kusou (na východním konci nádraží nově zakončena zarážedlem). Stanice je od té doby řízena dálkově z Třebíče, tzn. již není obsazena výpravčím. V provozu (tzn. včetně možnosti křižování apod.) je od té doby po 24 hodin denně, 7 dní v týdnu.[zdroj?]
V roce 2017 pak došlo k rekonstrukci fasády staniční budovy.[zdroj?]

## Návěstidla
Předvěsti, vjezdová a odjezdová návěstidla jsou typu AŽD 97, mimochodem do července roku 2016 (zahájena revitalizace) poslední AŽD 65 na celé trati 240.[zdroj?]